# BBA Transport System
BBA Transport System to polskie przedsiębiorstwo zajmujące się transportem spedycją i logistyką. BBA Transport System zostało założone w 1998 roku przez Bartłomieja Sujkowskiego oraz Barnabę Kujszczyka.
Pierwotnym zakresem działalności było dostarczanie systemów informatycznych do przedsiębiorstw logistycznych. Od 2005 roku firma zajmuje się organizacją transportów międzynarodowych.

## Działalność
BBA Transport System to operator logistyczny świadczący usługi w zakresie transportu:
- drogowego,
- kolejowego,
- morskiego,
- lotniczego,
- ponadgabarytowego,
- Project Cargo,
- farmaceutyków,
- w temperaturze kontrolowanej.

Przedsiębiorstwo realizuje politykę jakości wg norm ISO 9001:2015 i GDP (Good Distribution Practices). Jest także członkiem globalnej sieci logistycznej WCA, AOG Freight 24/7 oraz IATA.
Od 2018 roku firma prowadzi cykl warsztatów pod nazwą Akademia Spedytora prezentujący pracę na stanowisku spedytora w gałęziach transportu drogowego, morskiego, lotniczego, kolejowego, Project Cargo oraz w przewozach farmaceutyków. Jest to jednocześnie prezentacja dobrych praktyk i sposobów działania, które od razu można wykorzystać w pracy na wszystkich stanowiskach związanych z logistyką.
Ideą i myślą przewodnią Akademii jest przekazanie wartości w postaci praktycznej wiedzy i narzędzi pracy osobom związanym lub chcącym związać swoją karierę zawodową z szeroko rozumianą branżą TSL (Transport, Spedycja, Logistyka) oraz nieustannie dążącym do rozwoju osobistego i podnoszenia swoich kompetencji zawodowych.